# Język dobel
Język dobel (a. doibel), także kobro’or (a. kobroor, kobror) – język austronezyjski używany w prowincji Moluki w Indonezji, przez mieszkańców wysp Aru. Według danych z 2011 roku posługuje się nim 5680 osób.
Jego użytkownicy zamieszkują wschodnią część wyspy Kobroor oraz trzy wsie na okolicznych wyspach. Wiele osób zamieszkuje też miasta Dobo i Ambon.
Wyróżnia się cztery dialekty: śródlądowy, południowo-wschodni, północno-wschodni, koba. Dialekt koba, używany w trzech wsiach na wyspach Baun i Fukarel, jest też opisywany jako odrębny język.
Ethnologue podaje, że jest używany przez wszystkich członków społeczności, w różnych sferach życia. Pozostałe znane języki to indonezyjski, lokalny malajski i manombai.
W piśmiennictwie stosuje się alfabet łaciński.